# El secuestrador
El secuestrador es una película en blanco y negro de Argentina dirigida por Leopoldo Torre Nilsson sobre su propio guion escrito en colaboración con Beatriz Guido que se estrenó el 25 de septiembre de 1958 y que tuvo como protagonistas a María Vaner, Leonardo Favio, Lautaro Murúa y Oscar Orlegui.
En una encuesta de 2022 de las 100 mejores películas del cine argentino presentada en el Festival Internacional de Cine de Mar del Plata, la película alcanzó el puesto 52.

## Sinopsis
La inocencia de una pareja de adolescentes y un grupo de niños en contraste con la aparición del supuesto secuestrador dan vida a una historia de perdedores muy común en el cine de finales de los años 50.

## Reparto
- María Vaner
- Leonardo Favio
- Lautaro Murúa
- Oscar Orlegui
- Carlos López Monet
- Patricio López Méndez
- Jorge Rudoy
- Beto Gianola
- Amalia Bernabé
- Osvaldo Terranova
- Carmen Caballero
- Jorge Palaz
- Carmen Giménez
- Miguel Cossa
- María Esther Corán
- José Olivero
- Luis Osvaldo Vicente …Diego
- Norma Díaz
- Jorge Villalba
- Julia Giusti
- Mario Savino
- Luis Orbegoso
- Enrique Pinti
- Rolando Dumas
- Yamandú Di Paula

## Comentarios
Roland dijo:

”El tema es complejo…algunos personajes son duales…El cine inteligente de Nilsson llega a su madurez.”

Manrupe y Portela escriben:

”Parejas en sepulturas, cerdos que se comen chicos, ataúdes usados como escondite. Una película negra, con reminiscencias de Buñuel, y una extraña belleza en la antítesis pureza-sordidez.”